# Chartsjo
Chartsjo (Georgisch: ხარჩო) is een traditionele pittige stoofpot of soep met rundvlees uit de west-Georgische streek Mingrelië. Chartsjo was wijdverbreid populair in de Sovjet-Unie.

## Ingrediënten
Chartsjo bevat de hoofdbestanddelen rundvlees, uien, chilipeper en chartsjo soeneli, een kruidenmix van blauwe fenegriek, Imereti saffraan en gedroogde koriander. In plaats van rundvlees kan ook varkensvlees, lamsvlees, kip of ander gevogelte worden gebruikt. Aanvullend kan de pruimensaus tkemali worden gebruikt om de zuurgraad naar beneden te trekken. Alternatieve ingrediënten hiervoor zijn tklapi (een gedroogde fruitpuree), rode azijn of tomatenpuree. Verse fijngehakte koriander wordt bij het serveren bovenop het gerecht aangebracht.
De traditionele Mingreelse Chartsjo wordt als stoofpot bereid en wordt vaak gegeten met gomi (een pap van maïsmeel) of mtsjadi (brood). De dunnere soepversie van Chartsjo bevat meestal geen gemalen walnoten maar rijst en wordt zonder bijgerechten gegeten. In een vegetarische versie wordt het vlees vervangen door verse tomaten.

### Moskouse variant
Het Sovjetleiderschap, met name Jozef Stalin maar ook zijn opvolger Nikita Chroesjtsjov, maakte de Georgische keuken populair in de Sovjet-Unie door hun voorkeur voor de Georgische gastronomische tradities. In de Moskouse restaurants werden de Georgische gerechten ook bereid. Niet elk restaurant in Moskou had een Georgische chef-kok en in afwezigheid van contacten met Georgische producenten van de specifieke ingrediënten werd de chartsjo ook wel zonder koriander en tkemali bereid. Een restauranthouder zou dat op zijn best een parodie op het echte gerecht hebben genoemd.

## Foto's

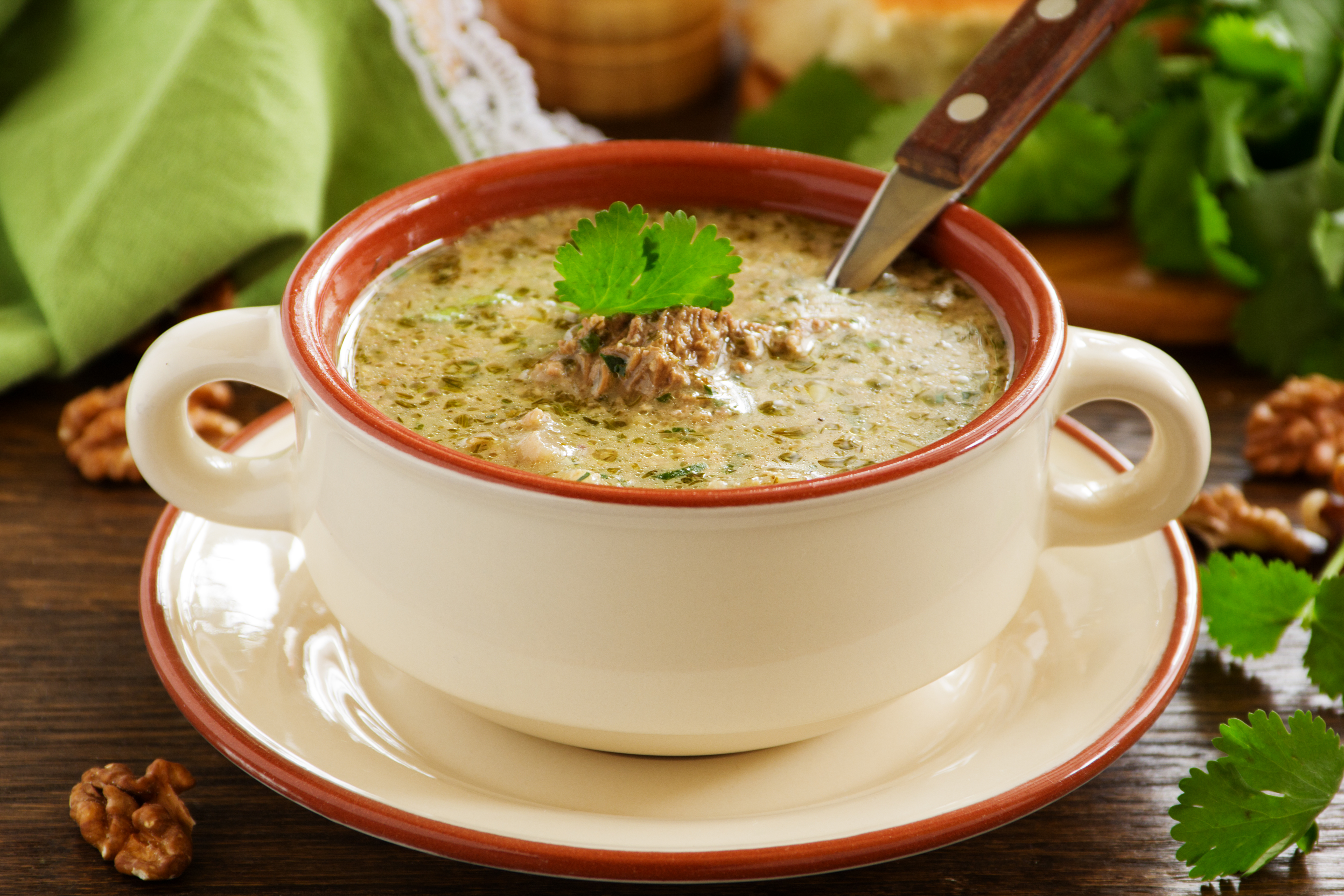
Chartsjo-soep met groene tkemali
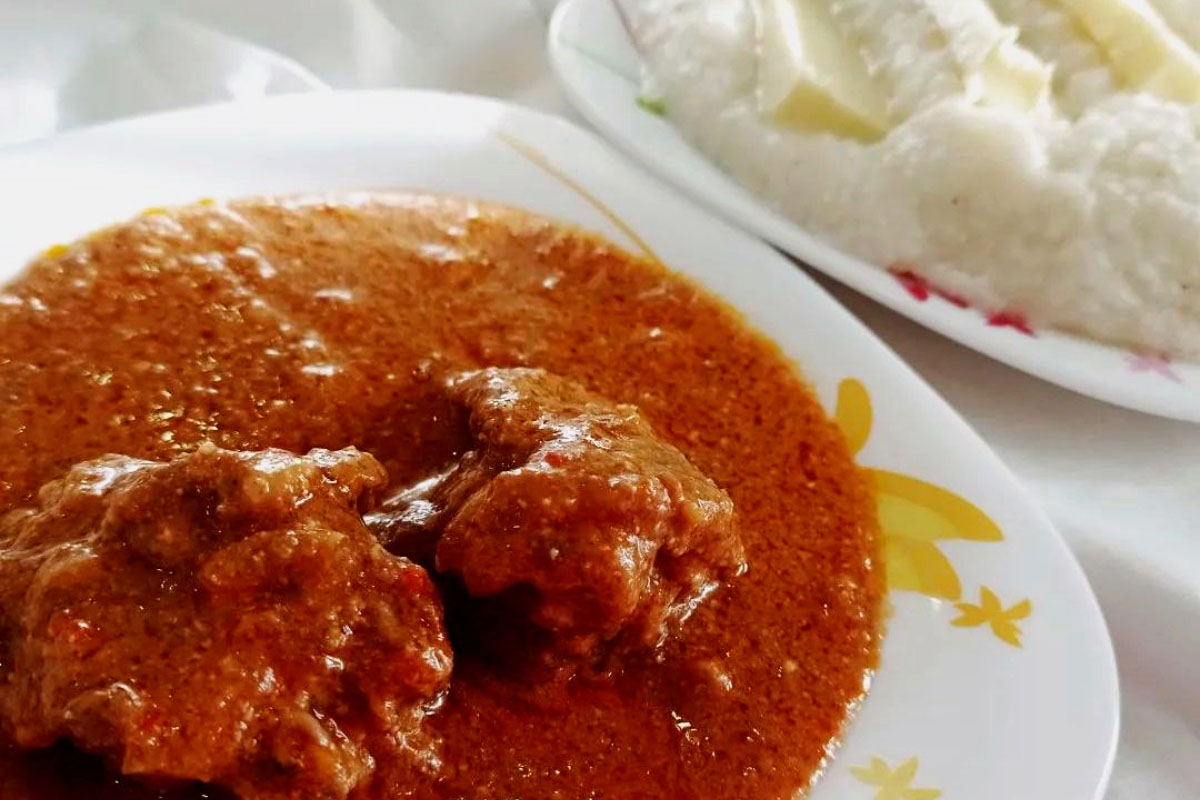
Mingreelse chartsjo met gomi